# Мадона Кампања (Перуђа)
Мадона Кампања је насеље у Италији у округу Перуђа, региону Умбрија.
Према процени из 2011. у насељу је живело 205 становника. Насеље се налази на надморској висини од 198 м.